# Nicolas Graibert
Nicolas Graibert, né à Vervins et mort en novembre 1422 au château de La Fère, est un prélat français du XVe siècle  . 
Graibert est maître ès-arts, nommé au diocèse de Soissons en 1414 par le pape Jean XXIII. Dès le mois de mai 1414, Soissons est prise d'assaut par le duc de Bourgogne.
Beaucoup de familles quittent la ville et se réfugient en Flandre. Les abbayes du diocèse sont incendiées et pillées et de 1415 à 1422, Braine, Bazoches, le Mont-Notre-Dame, Neuilly-Saint-Front, Oulchy-le-Château et quelques autres qui appartiennent alors au diocèse de Laon deviennent tour à tour la proie des deux partis.

## Source
- La France pontificale